# 졸라 지저스
졸라 지저스(Zola Jesus, 1989년 4월 11일~)는 미국의 싱어송라이터, 음악 프로듀서이다.

## 음반 목록
- The Spoils(2009)
- Stridulum II(2010)
- Conatus(2011)
- Taiga(2014)
- Okovi(2017)
- Arkhon(2022)